# Limotettix melastigmus
Limotettix melastigmus är en insektsart som beskrevs av Medler 1955. Limotettix melastigmus ingår i släktet Limotettix och familjen dvärgstritar. Inga underarter finns listade i Catalogue of Life.